# Иманов, Зуфар Минтимирович
Зуфар Минтимирович Иманов (1945—2001) — новатор в производстве, бригадир шлифовщиков ОАО «КамАЗ».

## Биография
Родился 1 января 1945 года в селе Адаево Актанышского района Республики Татарстан.
Окончил Бикбуловскую среднюю школу.
В 1964—1967 годах служил в Советской Армии (наводчик-вычислитель, принимал участие в расчёте траектории полёта одного из искусственных спутников Земли).
В 1967—1973 годах — на Ижевском моторостроительном заводе.
В 1973—2001 годах — токарь, шлифовщик (бригадир шлифовщиков в 1980—1991) прессово-рамного завода АО «КамАЗ». Участвовал в строительстве, монтаже и пуско-наладке оборудования ремонтно-инструментального и прессово-рамного заводов. В цехе изготовления штампов осваивал первые отечественные координатно-расточные (1975) и зарубежные (Япония, 1977) станки с оптическими системами и числовым программным управлением.
Разработал и изготовил первые комплекты приспособлений для крепления деталей и цанговый патрон для зажима шлифовальных камней. Бригада Иманова выполняла финишные операции по изготовлению штамповой оснастки весом от десятка кг до нескольких тонн, продолжительностью изготовления 1—1,5 года.
Умер 4 октября 2001 года.

## Награды и звания
- Звание Героя Социалистического Труда присвоено за выдающиеся достижения в выполнении производственных заданий, социалистических обязательств и проявленный трудовой героизм (1984).
- Награждён орденами Ленина, Октябрьской Революции, Трудового Красного Знамени, медалями.
- Почётный гражданин города Набережные Челны (1999).

## Память
- В 2005 году на фасаде дома в Набережных Челнах, где жил Иманов З. М., установлена мемориальная доска.[2]